# Култаранта
Ку́лтара́нта (фин. Kultaranta, швед. Gullranda, на русский язык переводится как Золотой берег) — летняя резиденция президента Финляндии, расположенная в Наантали на острове Луоннонмаа.
Экскурсии в парке резиденции в год посещает около 20 тысяч посетителей.

## История

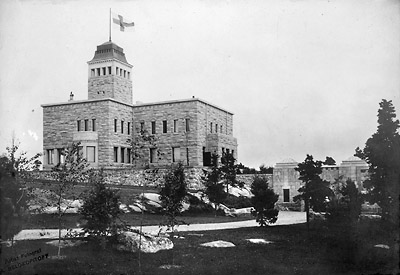
Култаранта в 1920-х годах

В 1906 году участок Култаранта был принудительно выставлен на продажу на торгах, и его приобрёл предприниматель и землевладелец Альфред Корделин.
В 1914—1916 годы предприниматель построил для себя летнюю виллу. 19-комнатное здание в виде средневекового замка из гранитного камня спроектировал архитектор Ларс Сонк. Изначально планировалось разместить замок непосредственно на берегу, но архитектор изменил место постройки, выбрав скалу в 18 метрах выше уровня моря.
Альфред Корделин успел провести в новой усадьбе лишь одно лето перед своей неожиданной гибелью. В ноябре революционного 1917 года он был убит русским матросом-мародёром в так называемой «стычке в Моммила» (фин. Mommilan veriteot).
После смерти Корделина вилла была передана в дар Обществу Финского университета Турку (фин. Turun Suomalainen Yliopistoseura), созданному тогда же, в ноябре 1917 года.
В 1922 году здание и участок передали в собственность Финляндского государства. Эдускунта решила использовать виллу в качестве летней резиденции президента Финляндии.
В 1929 году внутренние помещения отремонтировали и замок расширили. Сводчатый потолок в виде звёздного неба в золотой гостиной был перестроен в плоский. В настоящее время в замке 19 комнат. В нижнем этаже располагаются праздничные и жилые помещения, на верхнем — спальни и места для гостей. В башню замка ведут мраморные ступени и сверху открывается красивый вид на парк и Наантали. Изначальная обстановка особняка не сохранилась — большая часть её была продана с аукциона. Из оставшегося — мебель на террасе и стул в золотой гостиной.
С 2013 года (в начале лета) в резиденции проходит большое дискуссионное мероприятие, посвященное вопросам внешней политики и политики безопасности.
Во время нахождения президента над замком поднят флаг Финляндии.

## Гости

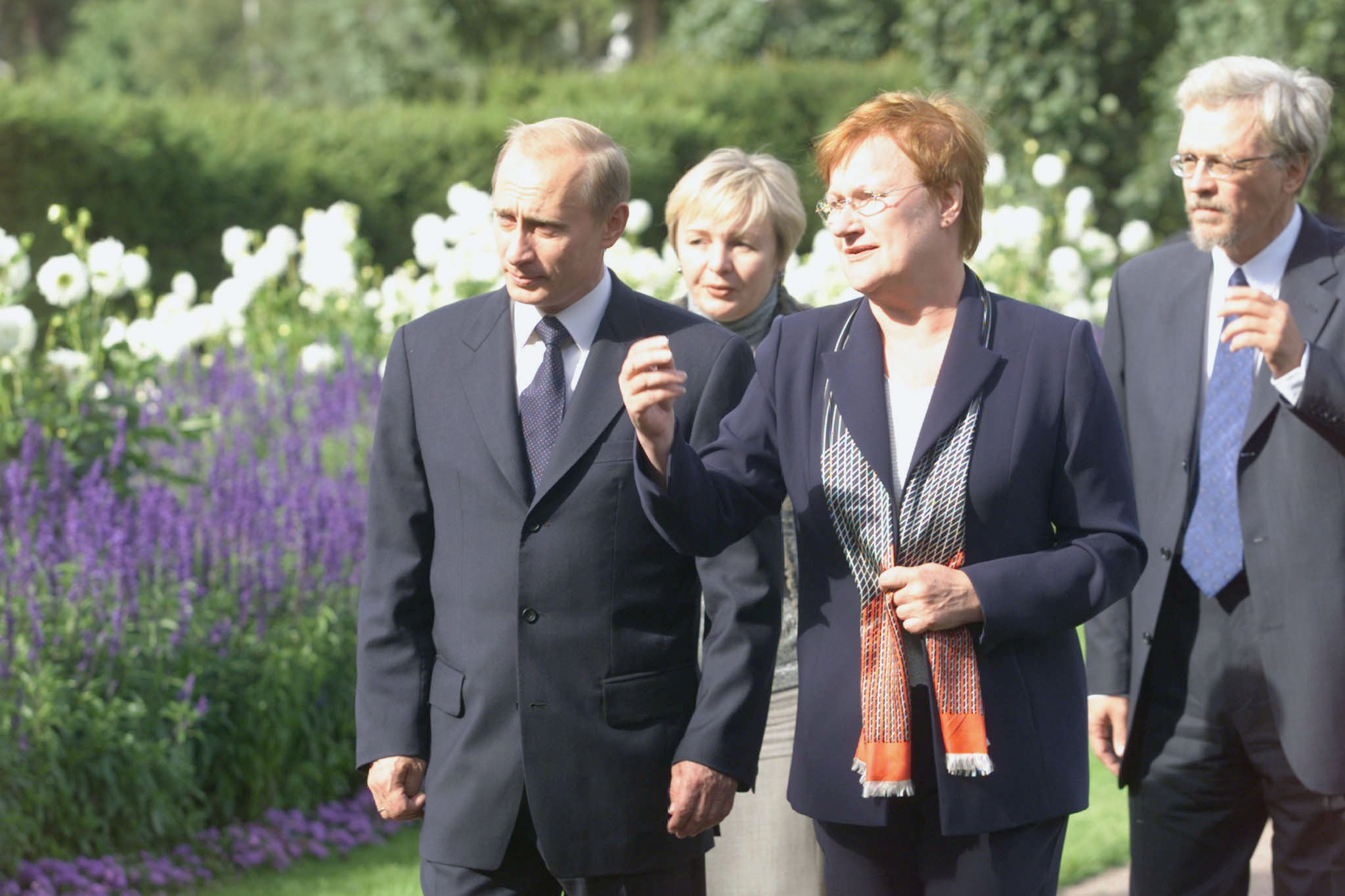
Президент России Владимир Путин и президент Финляндии Тарья Халонен с супругами в 2001 году

В 1927 году первым из глав государств Култаранту посетил шведский король Густав V. В 1976 году на вилле находилась с визитом королева Великобритании Елизавета II и принц-консорт Филипп, герцог Эдинбургский. Вице-президент США Джордж Буш старший — в 1983 году.
Во время президентства Тарьи Халонен в Култаранте гостили в том числе президент России Владимир Путин (дважды), король Швеции Карл XVI Густав (дважды), генеральный секретарь ООН Аннан, Кофи, президент Венгрии Ференц Мадл, президент Латвии Вайра Вике-Фрейберга, глава Продовольственной и сельскохозяйственной организации ООН Жак Диуф в 2002, председатель Еврокомиссии Романо Проди в 2004 и президент Пакистана Первез Мушарраф также в 2004.
23 июля 2012 года официальные переговоры с президентом Финляндии Саули Нийнистё провёл в резиденции Култаранта президент Латвии Андрис Берзиньш.
С лета 2014 года в резиденции по приглашению президента проходят совещания экспертов в области внешней политики и политики безопасности.
1 июля 2016 года официальные переговоры с президентом Финляндии Саули Нийнистё провёл в резиденции Култаранта президент России Владимир Путин (его визит стал третьим в резиденции).